# 一畑電気鉄道デハ20形電車
- 一畑電気鉄道デハ1形電車 > 一畑電気鉄道デハ20形電車

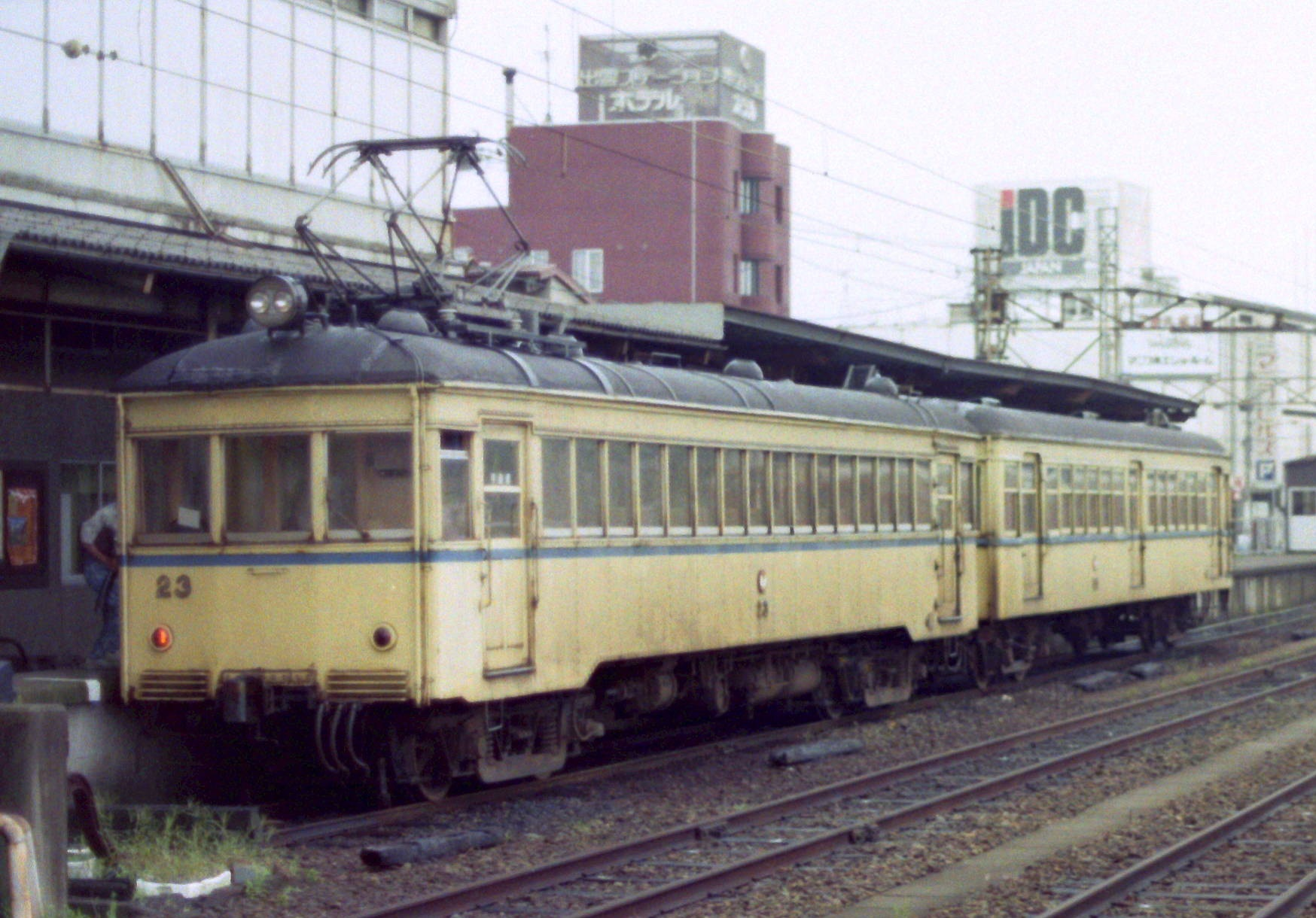
デハ23 1996年8月13日 出雲市駅

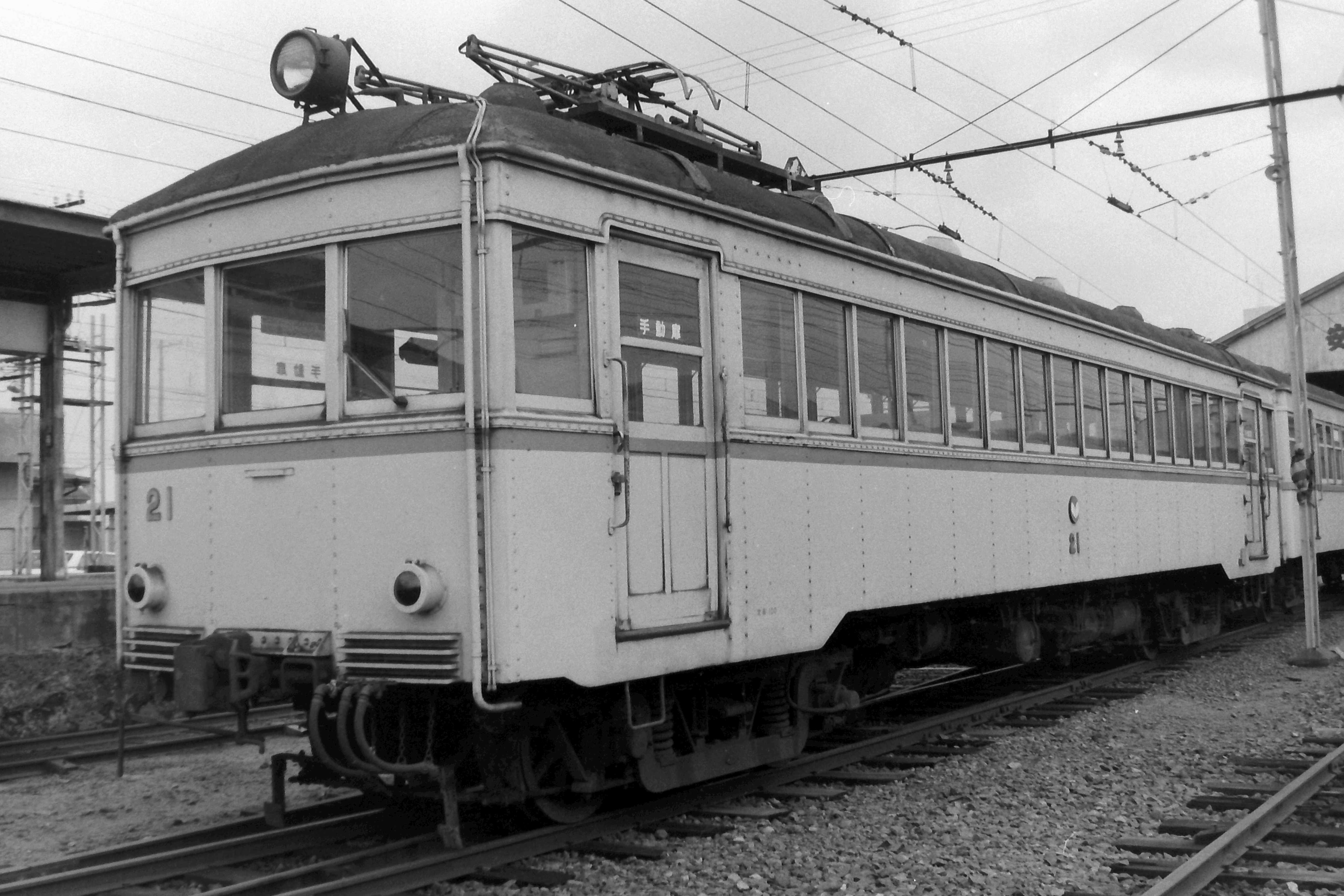
デハ21 1989年3月 平田市駅

- 一畑電気鉄道デハニ50形電車 > 一畑電気鉄道デハ20形電車

一畑電気鉄道デハ20形電車（いちばたでんきてつどうデハ20がたでんしゃ）は、一畑電気鉄道（現・一畑電車）に在籍した電車である。

## 概要・沿革
1951年（昭和26年）から1953年（昭和28年）にかけて、団体輸送を中心とした観光需要の増大に対応する形でデハ1形3両とデハニ50形1両をナニワ工機で改造して登場した車両である。
デハ1形・デハニ50形からの改造点としてはロングシートであった座席を長距離輸送向けのセミクロスシートに変更、客扉の配置も両端の2箇所としたほか、制御器に弱め界磁を設けて最高速度を75km/hから85km/hに引き上げた。
なお、4両とも前頭部の形状や両端2扉で扉間に16個の狭窓が並ぶ外見は基本的に同一であったが、種車の違いからデハニ50形改造のデハ21とデハ1形改造のデハ22・23・24では細部の寸法が若干異なった。塗装は当初茶色（マルーン）1色、1950年代後半には窓から上半分をクリーム、下半分を赤としたが、西武鉄道から自動扉を装備した60系（初代）・70系が入線した1960年代に入ると手動扉車を示すオレンジ色に白帯となり、1970年代以降は手動扉車であるものの自動扉車と同じくクリーム色と青帯に変更され、以後は廃車までこの塗装であった。このほかパンタグラフ・前照灯の交換、台車のコロ軸受化や窓枠のアルミサッシ化が実施されている。

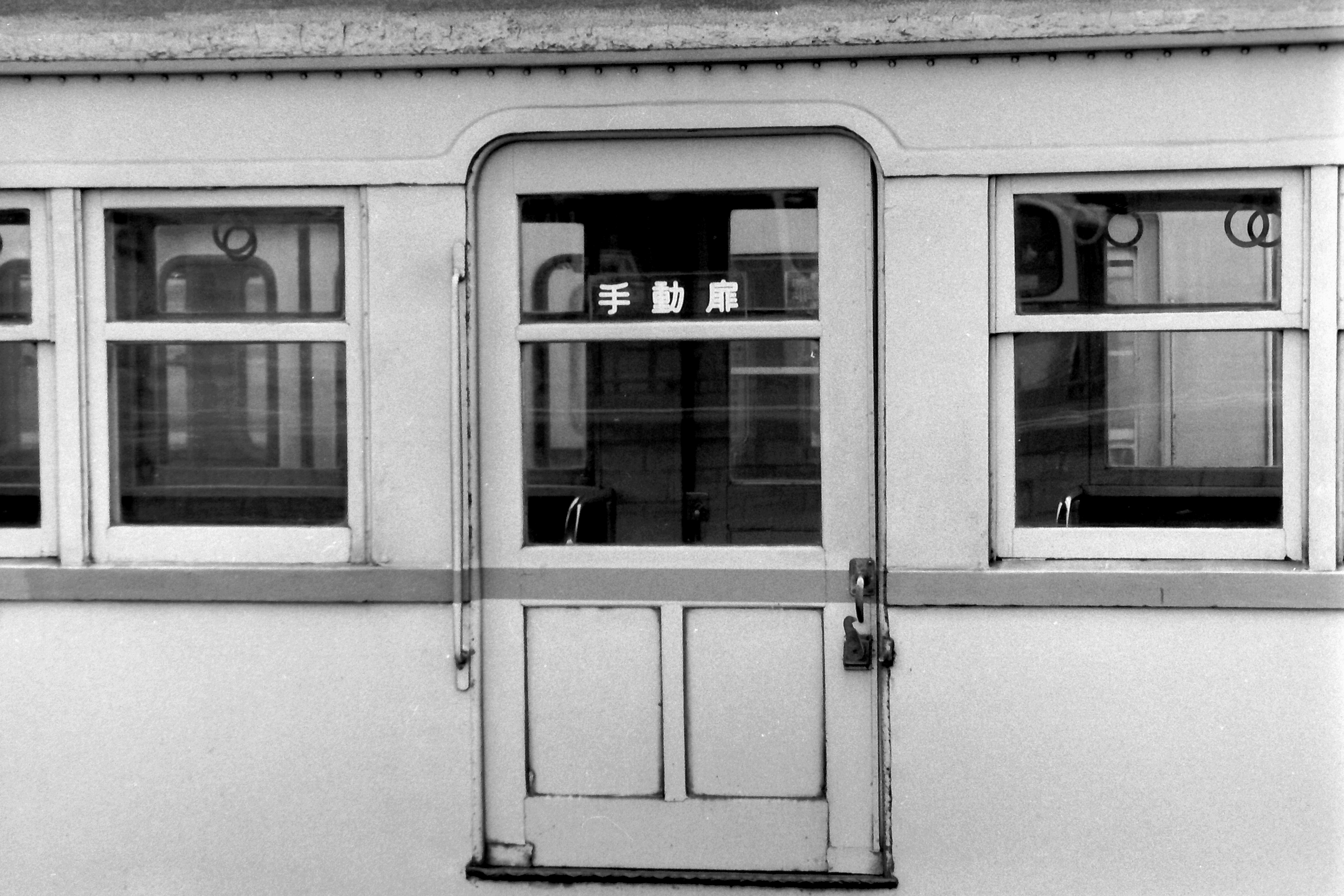
デハ21の扉。
手動式であることがガラスに書かれている。通常の営業に使用される日本の鉄道線用電車としては自動ドアを使用しなかった最後の車両である。

一畑電鉄初の半鋼製セミクロスシート車であったことから線内の主力となり、1957年（昭和32年）以降は西武鉄道から購入したクハ100形（2代）と両数が同一であったことからクハ100形（2代）を連結した2両編成を基本として運転することが多くなった。1960年以降は60系（初代）と70系の入線により急行運用に就く機会は減少、普通列車での運用が中心となったが、朝夕ラッシュ時の急行や正月の臨時特急には後年まで使用された。
廃車は1981年（昭和56年）に80系が入線したことで余剰となったデハ24から始まり、2100系入線直前の1994年（平成6年）6月にデハ21が、3000系が入線した1996年（平成8年）12月にはデハ22・23がクハ100形（2代）や80系などと同時に廃車され、北松江線からは旧型車の定期運用が消滅した。

## 車両番号の変遷
| 製造年 | 改造前の車両番号 | 改造年 | 改造後の車両番号 | 廃車年 |
| ------ | ---------------- | ------ | ---------------- | ------ |
| 1928年 | デハニ51         | 1951年 | デハ21           | 1994年 |
| 1927年 | デハ2            | 1952年 | デハ22           | 1996年 |
| 1927年 | デハ1            | 1952年 | デハ23           | 1996年 |
| 1927年 | デハ5            | 1953年 | デハ24           | 1981年 |

## 保存車

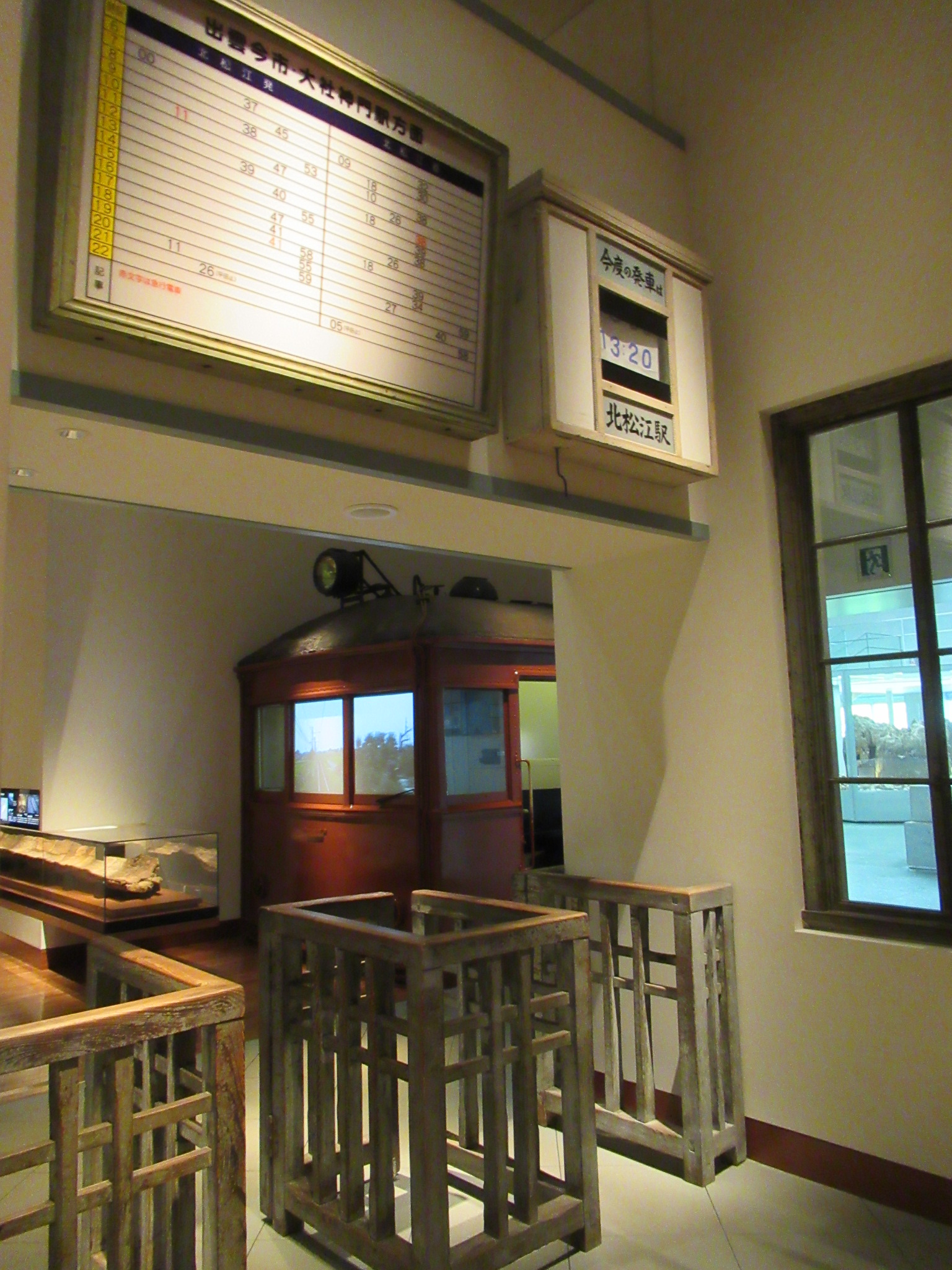
島根県立古代出雲歴史博物館
北松江駅再現展示

デハ23は1996年の廃車後茶色に一畑電鉄の旧社紋を付けた1950年代前半の姿に復元され、北松江線の線路に沿う形で平田市立図書館（当時）の敷地に保存されたが、老朽化と用地の問題から2004年には引取先がなければ解体という話が持ち上がり、結局島根県で保管することとなった片側の前頭部を残して解体された。
残った前頭部は2007年3月に開館した島根県立古代出雲歴史博物館で、かつての北松江駅を再現した改札口と組み合わせ、運転席には運行風景、側面窓には昭和30年代の映像が映し出されるような形で展示されている。
また、デハ22・23の一部部品は廃車後デハ1形・デハニ50形の補修用に流用された。